# OSV Hannover
Der OSV Hannover (offiziell: Oststädter Sportverein Hannover von 1923 e. V.) ist ein Sportverein aus dem Hannoverschen Stadtteil Bothfeld. Der Verein wurde im Jahre 1923 gegründet und hat etwa 540 Mitglieder in den Abteilungen Fußball und Hallensport. Die Abteilung Tischtennis trat zur Saison 2014/15 zum TuS Bothfeld über. Die Vereinsfarben des OSV sind Rot und Weiß.
Bekannt wurde der Verein durch seine Fußballabteilung. Die erste Mannschaft spielte von 1979 bis 1981 in der 2. Bundesliga Nord und nahm sieben Mal am DFB-Pokal teil. Nach einem zwischenzeitlichen Absturz in die Kreisliga spielt der OSV seit dem Aufstieg im Jahre 2011 in der sechstklassigen Landesliga Hannover.

## Geschichte

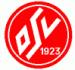
Altes Logo

### Gründung und Frühe Jahre (1923 bis 1962)
Im Jahre 1913 wurde die Freie Turnerschaft Groß Buchholz gegründet, die der Arbeitersportbewegung angehörte. Die Fußballabteilung der Freien Turnerschaft wurde im Jahre 1923 als Spielvereinigung Ost eigenständig, nachdem die Fußballabteilung nach dem Ende des Ersten Weltkrieges einen rasanten Anstieg der Mitgliederzahlen erfuhr. Mit der Machtergreifung der Nationalsozialisten wurden sowohl die Spielvereinigung als auch die Freie Turnerschaft verboten. Um die Sportanlagen weiterhin nutzen zu können, gründeten die Mitglieder der verbotenen Vereine den Oststädter Sportverein 1933. Dieser Verein ging im Jahre 1940 in der Vereinigten Turnerschaft Bothfeld auf. Jener Verein entstand im Jahre 1919 durch die Fusion des 1904 gegründeten MTV Bothfeld mit einem namentlich unbekannten Verein.
Nach dem Ende des Zweiten Weltkrieges wurde die Vereinigte Turnerschaft aufgelöst. Am 20. Januar 1946 entstand als Nachfolger der TuS 04 Bothfeld. Im Jahre 1952 machte sich die Fußballabteilung unter dem heutigen Namen selbständig. Der Grund für die Abspaltung war ein Streit mit der Handballabteilung um die Anschaffung von Spielbällen. Obwohl die Fußballer von nun an eigene Wege gingen, besteht weiterhin ein freundschaftliches Verhältnis zum Stammverein, mit dem man sich das Vereinsheim und -gelände teilt.

### Sportlicher Aufschwung (1962 bis 1971)
Nachdem der OSV lediglich in den unteren Kreisklassen gespielt hatte, begann im Jahre 1962 der sportliche Aufschwung. Dieser ist eng verbunden mit dem damals 29-jährigen Unternehmer Wolfgang Zabel, der sein Geld in der Elektrobranche verdiente. Zabel verpflichtete zahlreiche Spieler aus höheren Spielklassen sowie Gerd Bohnsack als Spielertrainer. Nach drei Aufstiegen in Folge erreichte der OSV im Jahre 1966 die Verbandsliga Süd. Zwei Jahre später wurden die Bothfelder Meister dieser Klasse und setzten sich in der Aufstiegsrunde zur Landesliga Niedersachsen durch. Am vorletzten Spieltag machten die Oststädter den Klassensprung durch ein 2:2 gegen Teutonia Uelzen perfekt.
Die Saison 1970/71 beendete der OSV als Tabellendritter und qualifizierte sich damit für die Aufstiegsrunde zur Regionalliga Nord. Der 2:0-Auftaktsieg gegen den Langenhorner TSV blieb der einzige Sieg der Runde. Ein Jahr später sicherten sich die Oststädter mit vier Punkten Vorsprung auf Union Salzgitter die Niedersachsenmeisterschaft. Bereits am drittletzten Spieltag der Regionalliga-Aufstiegsrunde konnte der OSV durch ein 3:1 gegen Eintracht Nordhorn den Sprung in die zweithöchste Spielklasse perfekt machen.

### Weg in die 2. Bundesliga (1971 bis 1979)
In der Aufstiegssaison 1971/72 erreichte der OSV den 13. Tabellenplatz und konnte dabei den Lokalrivalen Arminia Hannover hinter sich lassen. In der nächsten Spielzeit startete der OSV gut, wurde aber durch eine 0:6-Derbyniederlage gegen die Arminia aus dem Konzept gebracht. Nach 18 sieglosen Spielen in Folge geriet die Mannschaft in Abstiegsgefahr. Der Klassenerhalt wurde am letzten Spieltag durch ein 2:1 gegen den 1. SC Göttingen 05 und der gleichzeitigen Schützenhilfe des VfL Osnabrück geschafft. Dieser schlug den OSV-Konkurrenten Itzehoer SV mit 1:0 und der Osnabrücker Torwart parierte noch einen Elfmeter. In der gleichen Saison qualifizierte sich der OSV erstmals für den DFB-Pokal, wo in der ersten Runde das Aus gegen Hertha BSC erfolgte.
Erfolgstrainer Bohnsack musste am Saisonende gehen und wurde durch Karl-Heinz Mülhausen ersetzt. Der Verein strebte die 2. Bundesliga an, die ab 1974 die Regionalliga als zweithöchste Spielklasse ablösen sollte. Dieses Ziel wurde als Tabellenelfter um Längen verfehlt. Beim Meister Eintracht Braunschweig unterlag der OSV mit 1:8, der ab 1974 in der drittklassigen Oberliga Nord weiter spielte. Dort fiel der Verein zunächst durch interne Querelen auf. Als Folge konnte in der Saison 1976/77 nur knapp der Klassenerhalt gefeiert werden.
Die Oststädter setzten nun verstärkt auf Eigengewächse, so dass zahlreiche Spieler der eigenen A-Jugend, die 1976 den Niedersachsenpokal gewinnen konnten, in die erste Mannschaft aufrückten. Mit fünf Punkten Vorsprung auf den VfL Wolfsburg wurde der OSV um Torjäger Dieter Schatzschneider Meister. In der Aufstiegsrunde zur 2. Bundesliga scheiterte die Mannschaft jedoch an Wacker 04 Berlin und Holstein Kiel. Schatzschneider wechselte daraufhin zu Hannover 96.
Auch ohne den Stürmer, der zum erfolgreichsten Torjäger in der Geschichte der 2. Bundesliga avancierte, konnte die Mannschaft ein Jahr später den Oberligatitel verteidigen. Die Entscheidung fiel am letzten Spieltag, als Heinz Bartels im Spiel gegen den VfB Oldenburg per Foulelfmeter das Tor des Tages erzielte. Als Meister durften die Hannoveraner in dieser Saison direkt aufsteigen. Darüber hinaus überstand der OSV erstmals die erste DFB-Pokalrunde. Nach einem Sieg über den TSV Helmstedt verloren die Hannoveraner in Runde zwei mit 0:3 gegen Bayer 04 Leverkusen.

### Zweitligajahre und erster Absturz (1979 bis 1993)
Trotz eines bescheidenen Etats in Höhe von 250.000 Mark startete der OSV erfolgreich in die Zweitligasaison 1979/80. Am zweiten Spieltag bezwangen die Oststädter Hannover 96 mit 1:0 durch ein Tor von Karl-August Herbeck. Auch der andere Lokalrivale Arminia Hannover wurde bezwungen. Darüber hinaus gelang ein 3:2-Sieg über den späteren Meister Arminia Bielefeld. Dank der 18 Saisontore von Torjäger Bernd Krumbein belegte der OSV am Saisonende den zwölften Platz. Kurze Zeit später beschloss der DFB, die 2. Bundesliga zur Saison 1981/82 von einer zwei- in eine eingleisige Liga umzuwandeln.
Mit einem auf 400.000 Mark erhöhten Etat strebten die Oststädter die eingleisige 2. Liga an. Trotz eines guten Starts rutschte die Mannschaft schnell in den Tabellenkeller und belegte am Saisonende mit 108 Gegentoren den letzten Platz. Auswärts holte der OSV lediglich zwei Punkte. Zum Heimspiel gegen den SC Viktoria Köln kamen nur noch 164 Zuschauer. Einziger Höhepunkt der Saison war das Pokalspiel bei Borussia Mönchengladbach, das mit 3:7 verloren wurde.
Nach einer verkorksten Rückrunde in der Spielzeit 1981/82 mit einer Serie von 1:31 Punkten wurden die Oststädter in die Verbandsliga Niedersachsen durchgereicht. Und auch dort belegte die Mannschaft den letzten Platz, womit der OSV nach drei Abstiegen in Folge im Jahre 1983 in der Landesliga West ankam. Parallel dazu drückten 900.000 Mark Schulden den Verein.
Mit dem OSC Hannover wurde ein Nachfolgeverein gegründet, der zunächst mit Zustimmung des NFV die Spielklasse des OSV übernehmen durfte. Andere Vereine protestierten erfolgreich gegen diese Entscheidung, so dass der neue Verein in der 4. Kreisklasse hätte weiterspielen müssen. Durch einen Vergleich konnte der Bankrott abgewendet werden. Im Jahre 1985 ging es hinab in die Bezirksoberliga Hannover.
Nachdem sich Mäzen Wolfgang Zabel zurückgezogen hatte, gelang zwei Jahre später der Wiederaufstieg in die Landesliga West. In der Aufstiegssaison gelang der Klassenerhalt erst nach einem 1:0-Sieg nach Verlängerung über den SC Uelzen 09. Es folgten Jahre im Mittelmaß der Landesliga, wo der OSV dreimal in Folge den zehnten Platz belegen konnte. Schließlich stiegen die Oststädter in der Saison 1992/93 als abgeschlagener Tabellenletzter ab. Beim Meister Sportfreunde Ricklingen gab es eine 0:10-Niederlage.

### Zweiter Absturz (1993 bis 2006)
Ähnlich wie in der ersten Hälfte der 1980er Jahre erlebten die Oststädter einen rasanten Absturz. Dem Abstieg aus der Landesliga West folgte der Abstieg aus der Bezirksoberliga Hannover. Im Jahre 1995 musste der OSV schließlich nach einer 1:3-Niederlage im Entscheidungsspiel gegen den SV Heiligenfelde auch aus der Bezirksliga Hannover-Süd absteigen. Nach diesen erneuten drei Abstiegen in Folge war der Verein in der Bezirksklasse angelangt.
Der freie Fall konnte im Jahre 1997 durch den erneuten Aufstieg in die Bezirksliga Süd aufgehalten werden. Doch dieses Hoch war nur von kurzer Dauer. Bereits zwei Jahre später folgte der erneute Abstieg in die Bezirksklasse. Der sportliche Tiefpunkt wurde dann im Jahre 2002 mit dem Abstieg in die Kreisliga Hannover-Stadt erreicht. Zwei Jahre später übernahm Wolfgang Kirchner das Management des Vereins und führte den Verein in die Landesliga. Weiterhin wurde in den folgenden Jahren die Jugendarbeit unter maßgeblicher Verantwortung vom an seine alte Wirkungsstätte zurückgekehrten Jugendleiter Klaus Setzkorn und dem von diesen initiierten Förderverein Kick intensiviert.
Im Jahre 2005 wurde der OSV mit dem Sepp-Herberger-Preis ausgezeichnet. Ein Jahr später wurde die erste Mannschaft unter Spielertrainer Phillip Menges die Meisterschaft in der Kreisliga Hannover-Stadt errungen. Da der Niedersächsische Fußballverband im gleichen Jahr die Bezirksklassen abschaffte, mussten die Oststädter noch eine Relegationsrunde bestreiten. Hier setzte sich die Mannschaft gegen Germania Grasdorf II und den Mellendorfer TV durch.

### Gegenwart (seit 2006)
Schnell konnte sich der OSV in der Bezirksliga Hannover 2 etablieren. Bereits im Jahre 2010 wurden die Oststädter Vizemeister hinter dem Nachbarverein Fortuna Sachsenross Hannover. Die beiden Vereine verhandelten während des Jahres 2010 über eine mögliche Fusion, die jedoch nicht zustande kam. Ein Jahr später gelang der Aufstieg in die Landesliga Hannover. Nachdem die OSV-Mannschaft unter Trainer Jörg Goslar zur Winterpause noch elf Punkte Rückstand auf den Hannoverschen SC hatte, starteten die Oststädter in der Rückrunde eine Aufholjagd und sicherten sich die Bezirksligameisterschaft.
Die Mannschaft hat sich seitdem in der Landesliga etabliert. Der gegenüber der Saison 2012/13 stark verjüngte Kader wird derzeit in der zweiten Saison von Hilger Wirtz von Elmendorff und Garip Capin trainiert. Im September 2014 sorgte der Verein mit der Verpflichtung des ehemaligen Nationalspielers Fabian Ernst für Aufsehen.

## Spieler
- Fabian Ernst (2014–2015)
- Reinhard Dittel (1977 bis 1981)
- Karl-August Herbeck (1975–1981)
- Bernd Krumbein (1979–1980)
- Hans-Georg Kulik (1980 bis 1981)
- Peter Rühmkorb (1976 bis 1978)
- Dieter Schatzschneider (1974–1978)
- Reinhard Wasner (1973 bis 1974)

## Stadion

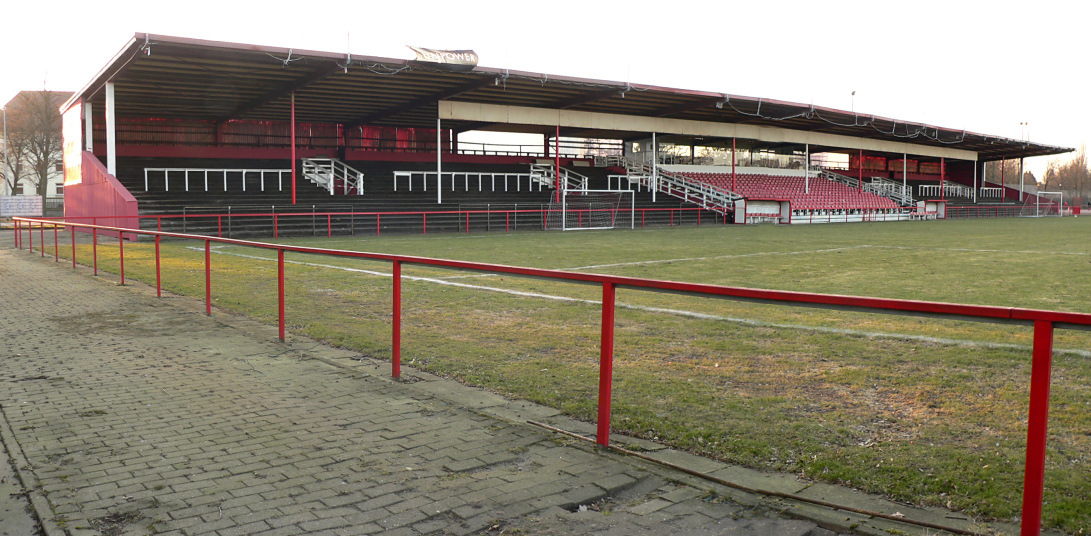
Spielstätte Oststadt-Stadion

Die Heimat des OSV ist der Stadtteil Bothfeld. An der Langenforther Straße befindet sich das für etwa 8.000 Zuschauer zugelassene Oststadt-Stadion, dessen Kapazität früher mit 12.000 Plätzen angegeben wurde. Am 21. März 2010 wurde die Tribüne durch einen Brand schwer beschädigt. Es entstand ein Sachschaden von 200.000 Euro. Die Tribüne wurde saniert und mit einem Freundschaftsspiel gegen den Bundesligisten VfL Wolfsburg eingeweiht.

## Jugendarbeit und soziales Engagement
In den letzten Jahren gab es verschiedene Events, mit denen der OSV Hannover in der Region Hannover auf sich aufmerksam gemacht hat. Neben den Gastspielen von Hannover 96 (September 2007 und September 2013) zählen die Vergleiche mit dem FC St. Pauli und dem VfL Wolfsburg. Beim Bothfelder Jugendpokal spielen seit dem Jahr 2005 etwa 800 Kinder in 60–70 Juniorenmannschaften der G- bis D-Junioren Mitte Juni ihre Sieger aus. Die teilnehmenden Mannschaften kommen überwiegend aus der Region Hannover, teilweise aber auch aus anderen Regionen Niedersachsens.
Der OSV engagiert sich darüber hinaus über den Sport hinaus auch in gesellschaftlichen Fragen. Hervorzuheben sind die Beteiligung an der Kampagne Hannoverscher Sportvereine gegen Alkoholmissbrauch, die Unterstützung der hannoverschen Aids-Hilfe sowie die Beteiligung an der Kampagne gegen Homophobie im Fußball. In dieses Gesamtbild passt auch, dass der OSV Hannover in der Männerwelt Fußball von April 2010 bis Oktober 2013 mit Bianka Heublein eine Frau als Vorsitzende hatte.